# ماریو فیللینگر
ماریو فیللینگر (انگلیسی: Mario Fillinger؛ زادهٔ ۱۰ اکتبر ۱۹۸۴) بازیکن فوتبال اهل آلمان است.
از باشگاه‌هایی که در آن بازی کرده‌است می‌توان به باشگاه فوتبال اف‌اس‌وی فرانکفورت، باشگاه فوتبال هامبورگ، باشگاه فوتبال قوت-وایس ارفورت، باشگاه فوتبال هانزا روستوک، و باشگاه فوتبال کمنیتس اشاره کرد.